# Lovelight
"Lovelight" é uma canção gravada pelo cantor britânico Robbie Williams para seu sétimo álbum de estúdio, Rudebox (2006). Ela é uma regravação da versão cantada pelo cantor compatriota Lewis Taylor para seu terceiro álbum de estúdio Stoned, Part I (2002), que também escreveu-a, e produzida pelo músico Mark Ronson. A faixa foi lançada como o terceiro single de Rudebox em 13 de novembro de 2006, através da gravadora Chrysalis Records. "Lovelight" é uma canção essencialmente pop, com elementos proeminentes de música disco, R&B e soul, em que Williams canta inteiramente em falsete.
"Lovelight" recebeu avaliações positivas de críticos musicais, que a descreveram como a melhor faixa do disco, bem como um dos singles mais subestimados do cantor. Comercialmente, a faixa teve um bom desempenho nas tabelas musicais, alcançando o oitavo lugar no Reino Unido, e atingindo as dez primeiras colocações em países como Dinamarca, Escócia e Países Baixos. Um videoclipe para "Lovelight" foi dirigido por Jake Nava, e gravado em agosto de 2006, em Viena, Áustria, em um espaço para eventos chamado Semper Depot, durante uma pausa da turnê Close Encounters Tour. Ele mostra Williams cantando a faixa com um público ao seu redor. A canção foi interpretada ao vivo durante a referida turnê em 2006, em Perth, Austrália.

## Antecedentes

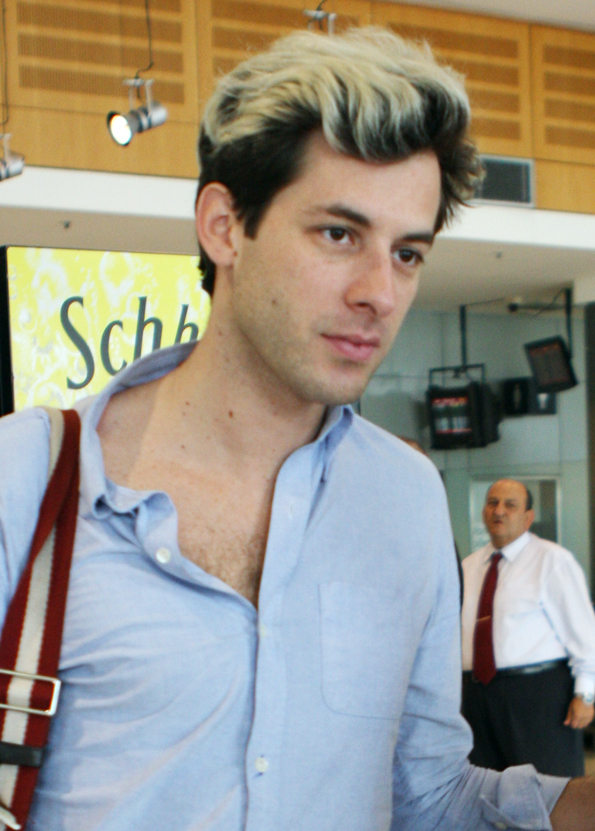
Mark Ronson (foto) foi o produtor de "Lovelight".

"Lovelight" foi originalmente gravada pelo cantor Lewis Taylor para seu terceiro álbum de estúdio Stoned, Part I (2002). Em 2006, Williams resolveu regravá-la para seu sétimo álbum de estúdio, Rudebox, após ouvi-la no álbum de compilação de Tom Middleton, The Trip, ao ver que se havia se apaixonado por ela "instantaneamente... Não posso acreditar no quão grande é essa canção e ninguém conhece ela". A versão do cantor contou com a produção de Mark Ronson. Williams declarou que "é incrível trabalhar com um garoto branco com passe gueto como Mark Ronson. Ele está na vanguarda de tudo o que é bom por aí e ainda consegue amar o pop. Sinto-me honrado em trabalhar com alguém que coloca o cinismo de lado em favor da verdade".
Ronson detalhou que no processo de gravação de Rudebox, foi convidado a ir até a casa de Williams em Los Angeles, onde o cantor tocou várias canções para o produtor, incluindo "Lovelight" e "Bongo Bong and Je ne t'aime plus", de Manu Chao, e disse que queria fazer versões cover delas. Depois, Williams foi até Nova Iorque, onde as faixas foram gravadas rapidamente. Apesar disso, Ronson disse que não teve "a chance de realmente fazer meu dever de casa e preparar as faixas com antecedência" pois estava trabalhando em outro projeto. Dessa maneira, ele entrava em estúdio duas horas antes de Williams todos os dias e fazia o esqueleto de música mais básico para que ele pudesse cantar por cima, e assim que o cantor ia embora ele preencheria a canção com os vocais. "Lovelight" foi lançada como o segundo single do álbum em 13 de novembro de 2006 pela Chrysalis Records. Após seu lançamento, Williams cantou-a ao vivo na turnê Close Encounters Tour, nos concertos realizados em Perth, Austrália.

## Composição
Musicalmente, "Lovelight" é descrita como uma canção essencialmente pop, com elementos proeminentes de música disco, R&B, e soul. A música ainda apresenta "sintetizadores que soam como feijões presos" em sua composição. Williams canta a faixa inteiramente em falsete, sendo sua primeira canção desde sua experimentação com o registro vocal em "Tripping" (2005). O estilo vocal adotado pelo cantor em "Lovelight" foi comparado aos de Prince e Donald Fagen em seus trabalhos, bem como George Michael em sua canção "Fastlove" (1996). Cameron Adams, do jornal Herald Sun, descreveu a música como "um potente casamento de Jamiroquai e Justin Timberlake", enquanto Steve Pafford da revista QX escreveu que a canção era "uma deslumbrante faixa disco ao estilo de Saturday Night Fever fundida com soul sintético".

## Análise da crítica
"Lovelight" recebeu avaliações positivas de críticos musicais. Dave Stanford do The York Press notou a "melodia disco eufórica" da canção, enquanto Michael Lomas do PopMatters também teve uma visão positiva de "Lovelight", achando-a "brilhantemente produzida" e que "lembra Prince em seu momento mais ignorado, certamente nunca é uma coisa ruim". Cameron Adams do Herald Sun chamou a música de um "golpe de mestre" e uma canção "de ouro". Steve Pafford, escrevendo para a revista QX, disse que "Lovelight" era "impressionante [e] instantaneamente um futuro single". Michael Hubbard do MusicOMH comentou que ela era "um corte acima da maioria do resto do registro". Robert Ballantyne do website Pop Journalism também foi positivo, dizendo que "as faixas pop diretas do álbum são os verdadeiros singles matadores", incluindo "Lovelight". Tim Swoape da Metro Weekly disse que esta uma das faixas mais acessíveis e memoráveis do disco.
O jornal The Sun chamou-a de "hino" e ainda declarou que a canção estava entre os melhores trabalhos do artista. Tom Eames do Digital Spy comentou que a música era uma das melhores de Rudebox e um dos singles mais subestimados do cantor. Fraser McAlpine do BBC Chart Blog disse que após a recepção negativa do single anterior, "Lovelight" era "uma música pop tão direta e sem truques quanto você poderia desejar, cheia de soul alegre, que vai do começo cintilante à ostentação total", e que "os Robsessivos podem cancelar essas consultas em clínicas de remoção de tatuagem, e todos nós podemos levantar as mãos e admitir que gostamos de Robbie novamente". Ludovic Hunter-Tilney do Financial Times chamou o falsete executado por Williams de "decente". Em uma crítica mais negativa, Adam Webb do Yahoo! Music declarou que a música era uma "versão não inspirada" da canção de Taylor.

## Videoclipe

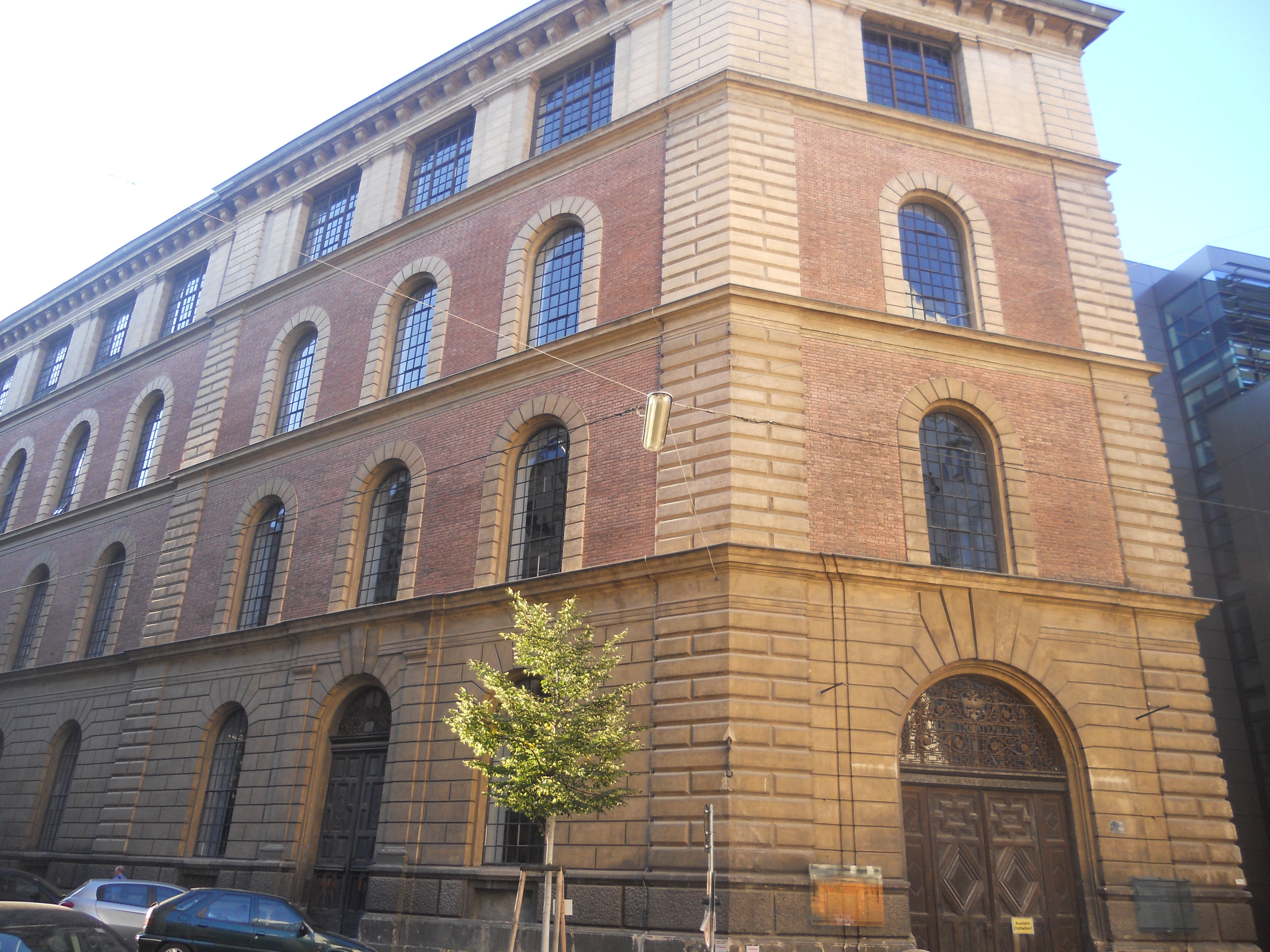
Prédio da Semper Depot, onde o videoclipe foi gravado.

O videoclipe acompanhante de "Lovelight" foi dirigido por Jake Nava, e gravado em meados de agosto de 2006, em Viena, Áustria, em um espaço para eventos chamado Semper Depot, durante uma pausa de sua turnê Close Encounters Tour. O vídeo teve sua estreia em 6 de outubro de 2006 no canal ITV e mais tarde naquela noite no ITV2, da mesma companhia, sendo a primeira vez que a rede criou um programa independente para a exibição de um videoclipe. Guy Freeman, controlador de música e eventos do canal, afirmou: "Robbie foi um grande sucesso com nossos espectadores no início do ano, pois ele é um daqueles raros artistas que se conecta com uma gama incrivelmente ampla de fãs. O novo vídeo tem valores de produção extremamente altos e é uma ótima faixa, então parece apropriado para oferecer aos espectadores a chance de vê-lo primeiro na ITV". Já Rebecca Coates da EMI disse que a emissora "nos deu uma oportunidade fantástica de plataforma para entregar um de nossos artistas diretamente ao seu público principal e espero que seja uma linha de programa que eles possam desenvolver no futuro".
O vídeo começa com Williams chegando no Semper Depot em um carro acompanhado por algumas dançarinas, e logo aparece em um palco dublando a canção com um público ao seu redor, enquanto closes são dados nos rostos de algumas pessoas da plateia. Nas próximas cenas, o cantor aparece rodeado por um grupo de dançarinas executando uma coreografia, terminando com uma chuva de papel picado. Em 2007, o videoclipe foi disponibilizado em um tema dedicado ao cantor no Xbox Live, juntamente com os vídeos para "She's Madonna" e "A Place to Crash".

## Faixas e formatos
CD single
1. "Lovelight" — 4:02
2. "Mess Me Up" — 5:11

## Créditos
Créditos adaptados do encarte de Rudebox.
- Robbie Williams — vocais principais
- Lewis Taylor — composição
- Mark Ronson — produção, guitarra elétrica, baixo, percussão, scratch, batidas
- N'Dea Davenport — vocais adicionais
- Raymond Angry — piano Rhodes, cordas Roland
- Dave Guy — trompete
- Neil Sugarman — saxofone tenor
- Ian Hendrickson-Smith — saxofone barítono
- Andrew Levy — baixo
- Sam Koppelman — percussão
- Serban Ghenea — mixagem

## Desempenho nas tabelas musicais
No Reino Unido, "Lovelight" entrou na tabela UK Singles Chart no número 28 em 12 de novembro de 2006. Na semana seguinte, após seu lançamento físico, subiu para o oitavo lugar, permanecendo na parada por nove semanas ao total. Em novembro de 2016, a Official Charts Company divulgou os quarenta singles de Williams que mais venderam no Reino Unido, com a faixa ficando na vigésima nona posição. Na Escócia, a faixa teve um desempenho um pouco melhor, alcançando a quarta posição da tabela de singles. No restante da Europa, a faixa alcançou as dez primeiras colocações em países como Dinamarca, Finlândia e Itália, enquanto atingiu o top vinte na parte Flandres da Bélgica, Espanha e Hungria, enquanto que na tabela que compila todos os países do território europeu, alcançou a posição de número 15. Na Austrália, "Lovelight" atingiu o número 25, enquanto na tabela Hot Dance Club Songs dos Estados Unidos, alcançou a oitava posição.
| Tabela musical (2006–07)                        | Melhor posição |
| ----------------------------------------------- | -------------- |
| Alemanha (Offizielle Deutsche Charts)           | 21             |
| Austrália (ARIA)                                | 25             |
| Áustria (Ö3 Austria Top 75)                     | 26             |
| Bélgica (Ultratop 50 de Flandres)               | 18             |
| Bélgica (Ultratop 50 da Valônia)                | 28             |
| República Checa (Rádio Top 100)                 | 78             |
| Dinamarca (Tracklisten)                         | 7              |
| Escócia (Official Charts Company)               | 4              |
| Espanha (Productores de Música de España)       | 12             |
| Estados Unidos (Billboard Hot Dance Club Songs) | 8              |
| Europa (European Hot 100 Singles)               | 15             |
| Finlândia (Suomen virallinen lista)             | 6              |
| Grécia (IFPI)                                   | 37             |
| Hungria (Rádiós Top 40)                         | 18             |
| Irlanda (IRMA)                                  | 28             |
| Itália (FIMI)                                   | 4              |
| Países Baixos (Dutch Top 40)                    | 8              |
| Países Baixos (Single Top 100)                  | 9              |
| Reino Unido (UK Singles Chart)                  | 8              |
| Romênia (Romanian Top 100)                      | 30             |
| Suécia (Sverigetopplistan)                      | 23             |
| Suíça (Schweizer Hitparade)                     | 25             |

| Tabela musical (2006)                 | Posição |
| ------------------------------------- | ------- |
| Países Baixos (Dutch Top 40)          | 79      |
| Reino Unido (Official Charts Company) | 175     |
| Tabela musical (2007)                 | Posição |
| Hungria (Rádiós Top 40)               | 96      |